# Paruline à joues noires
Setophaga pitiayumi
Espèce
Synonymes
- Parula pitiayumi (protonyme)

Répartition géographique
- zone de nidification
- zone de nidification et d'hivernage

Statut de conservation UICN

 LC  : Préoccupation mineure
La Paruline à joues noires (Setophaga pitiayumi) est une espèce de passereaux de la famille des Parulidae.

## Répartition et sous-espèces
Selon la classification de référence du Congrès ornithologique international (15.1, 2025) :
- S. p. nigrilora (Coues, 1878) — du río Grande au Veracruz ;
- S. p. pulchra (Brewster, 1889) — sierra Madre occidentale ;
- S. p. insularis (Lawrence, 1871) — îles Tres Marías ;
- S. p. graysoni (Ridgway, 1887) — île Socorro ;
- S. p. inornata (Baird, 1864) — du sud du Mexique au nord-ouest de la Colombie ;
- S. p. cirrha (Wetmore, 1957) — île Coiba ;
- S. p. pacifica (Berlepsch & Taczanowski, 1884) — Andes boréales ;
- S. p. alarum (Chapman, 1924) — versant est des Andes équatoriennes et nord-péruviennes ;
- S. p. pitiayumi (Vieillot, 1817) — répandu à travers le centre/nord de l'Amérique du Sud (rare en Amazonie, sauf plateau des Guyanes).